# Konservativ liberalisme
Konservativ liberalisme er en variant af liberalisme, som kombinerer liberale værdier og politikker med konservative standpunkter eller mere simpelt repræsenterer højrefløjen af den liberale bevægelse.

## Definition
Konservativ liberalisme er en mere positiv og mindre radikal udgave af klassisk liberalisme. Konservative liberale partier kombinerer liberale politikker med mere traditionelle standpunkter på socialområdet og i etiske spørgsmål.
Rødder til konservativ liberalisme går tilbage til begyndelsen af liberalismens historie. Indtil 2. verdenskrig var den politiske klasse i de fleste europæiske lande præget af konservative liberale, fra Tyskland til Italien. 1. verdenskrig medførte at den radikale udgave af liberalisme efter krigens afslutning i 1917 blev mere konservativ/moderat. Konservative liberale partier udvikler sig typisk i lande der ikke har nogle stærke rendyrkede konservative partier og hvor adskillelsen af kirke og stat er en mindre væsentlig sag. I disse lande hvor de konservative partier var kristendemokrater har den konservative liberalisme udviklet sig.
I en europæisk sammenhæng er det vigtigt ikke at forveksle konservativ liberalisme med med liberalkonservatisme, som er en variant af konservatisme, der kombinerer konservative synspunkter med liberale politikker i forhold til økonomi, socialområdet og i etiske forhold.

## Politiske partier med konservative liberale elementer
- I Den Europæiske Union ses ideologien først og fremmest hos Alliancen af Liberale og Demokrater for Europa (ALDE).
- Agir, Frankrig
- Atassut, Grønland
- Centerpartiet, Sverige
- Folkepartiet for frihed og demokrati, Nederlandene
- Il Popolo della Libertà, Italien
- Les Républicains, Frankrig
- Liberalerna, Sverige
- Moderaterna, Sverige
- Partido Popular, Spanien
- Partidul Liberal, Moldavien
- Partidul Național Liberal, Rumænien
- Sambandsflokkurin, Færøerne
- Venstre, Danmark